# Politecnico di Leopoli

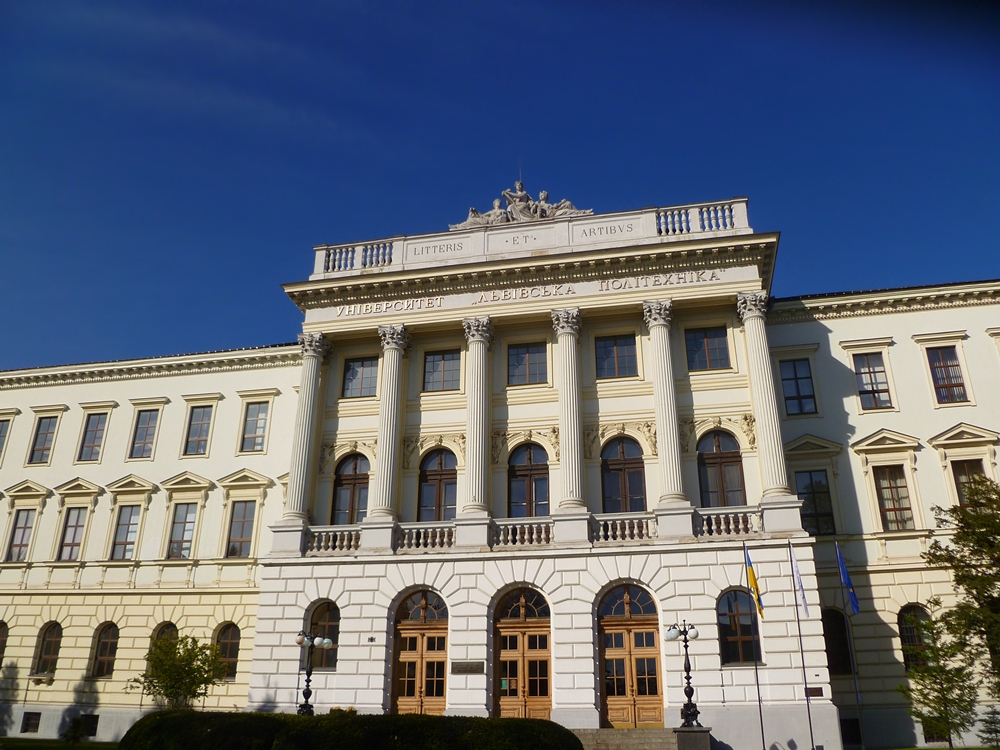
Università Politecnica Nazionale di Leopoli, in Ucraina.

L'Università Politecnica Nazionale di Leopoli o Politecnico di Lviv (in ucraino Львівська політехніка Національний університет?; in russo Национальный Львовский Политехнический Университет?; in polacco: Politechnika Lwowska) è la maggiore università scientifica di Leopoli. Sin dalla sua fondazione, nel 1844, è stato uno dei più importanti centri di sviluppo scientifico e tecnologico dell'Europa centrale.

## Storia
- 4 novembre 1844

Viene aperta l'Accademia Tecnica a Leopoli. Il primo direttore è Florian Schindler. L'Accademia è situata all'incrocio tra le vie Virmenska e Theatralna nell'edificio di Darovsky.
- 1º novembre 1848

Il centro di Leopoli è bombardato dall'artiglieria austriaca, e l'edificio dell'Accademia Tecnica viene distrutto dalle fiamme. Le lezioni si tengono nel Municipio fino al 1850.
- 4 dicembre 1850

Inizio delle lezioni nell'edificio restaurato.
- 1851

Il numero degli studenti raggiunge 220.
- 1852/1853

Inizio della riorganizzazione dell'Accademia.
- 1872

Il Ministero degli Affari Religiosi e dell'Istruzione dà il permesso ad insegnare le tecnologie chimiche.
- 12 marzo 1872

Feliks Strzelecki viene eletto primo rettore.
- 1º aprile 1874 - ottobre 1877

L'Accademia ottiene il permesso di costruire nuove sedi. Jerzy Zachariewicz viene eletto sovrintendente ala costruzione.
- 7 ottobre 1877

Ha luogo la prima conversazione telefonica nel territorio dell'Impero austro-ungarico. La linea telefonica collega la Sala dell'Assemblea dell'Edificio Principale con gli edifici del Dipartimento di Chimica Tecnica.
- 15 novembre 1877

Inaugurazione del nuovo rettore, il professore Zachariewicz.
- 1877

L'Accademia Tecnica cambia nome in Scuola Politecnica.
- 13 settembre 1880

L'Imperatore Francesco Giuseppe visita la Scuola Politecnica. Durante la visita ordina a Jan Matejko di dipingere il progresso tecnico dell'umanità in 11 quadri. Oggi questi dipinti decorano la Sala dell'Assemblea.
La Sala dell'Assemblea
- 1894

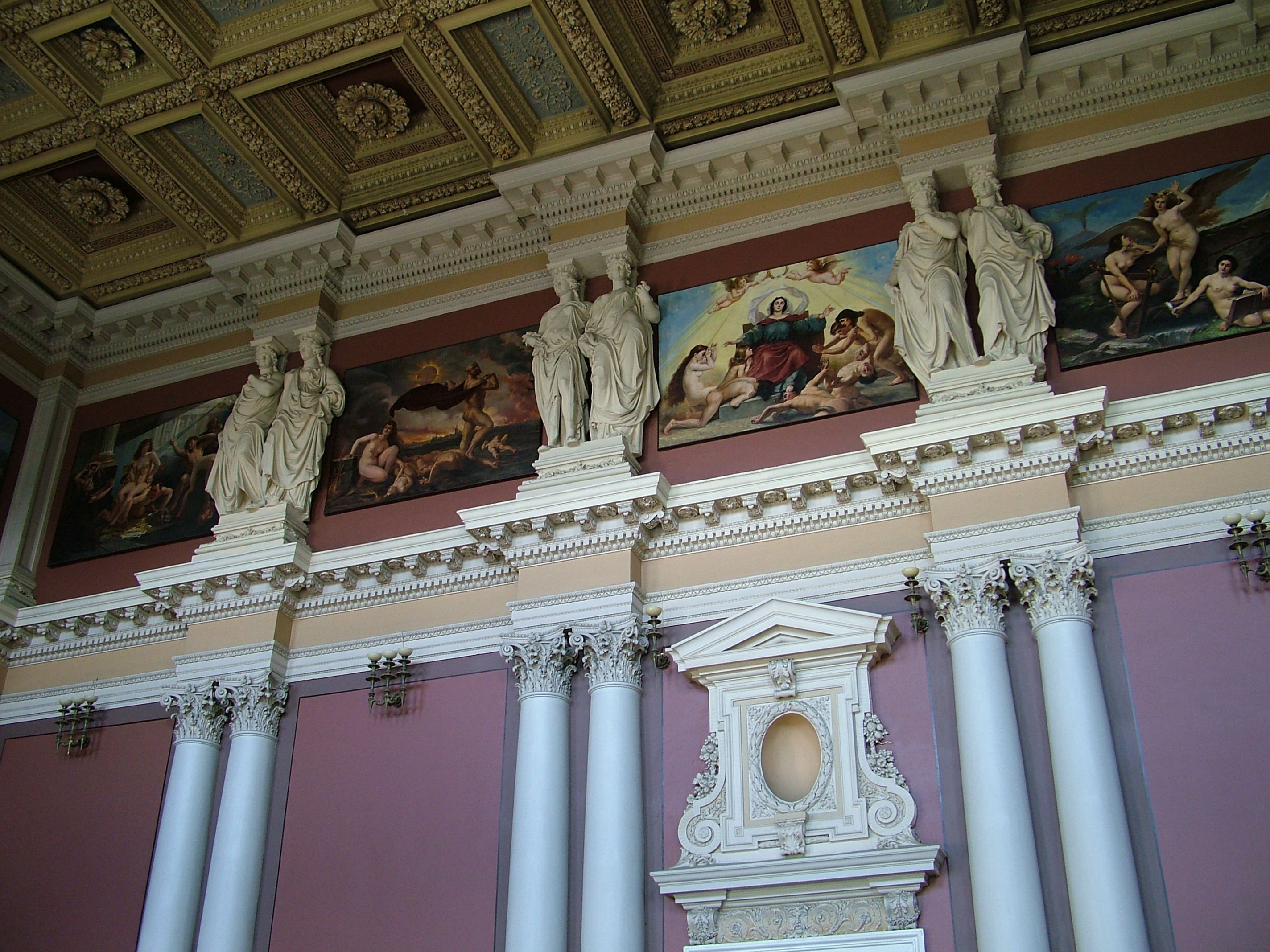
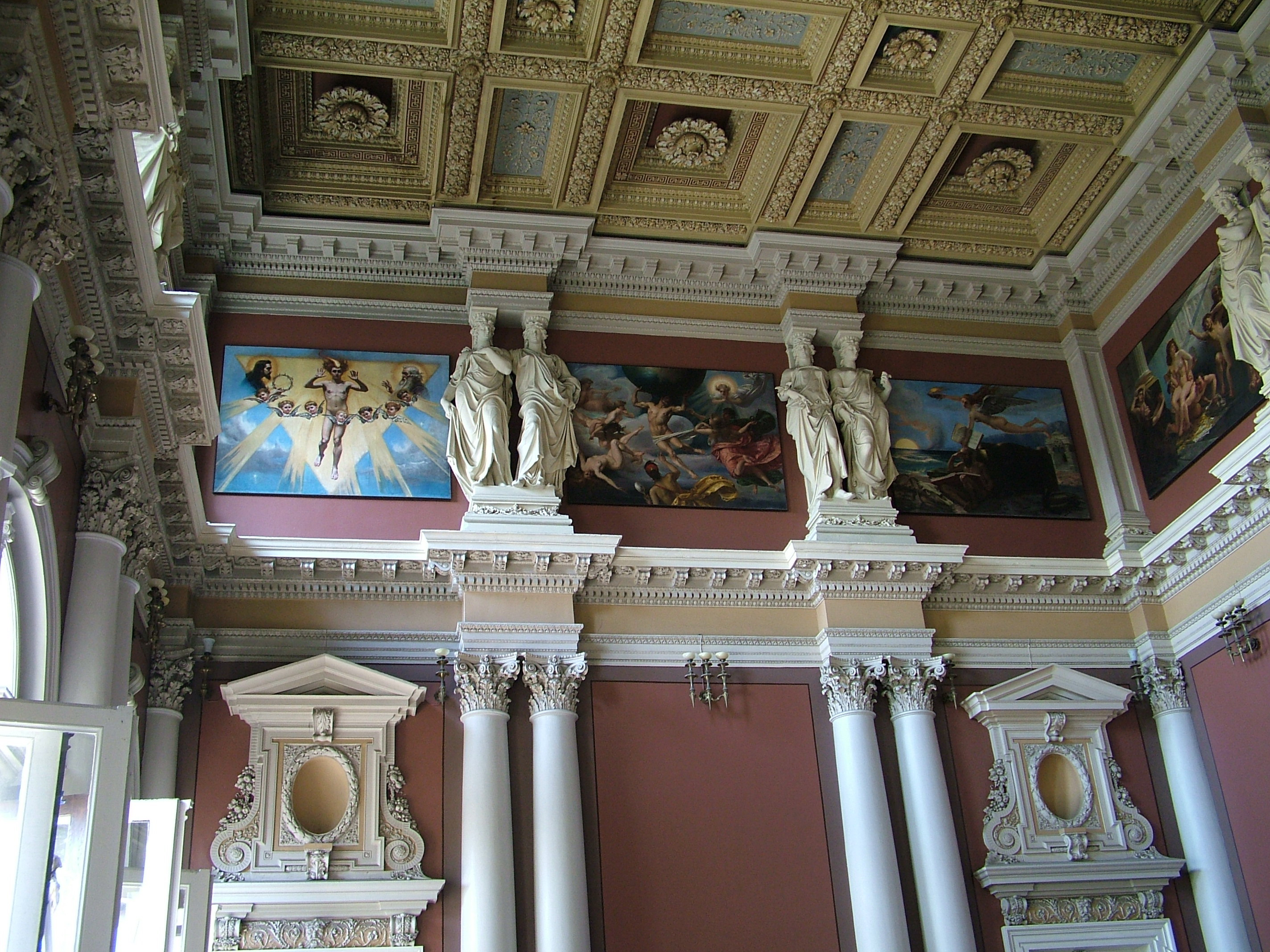
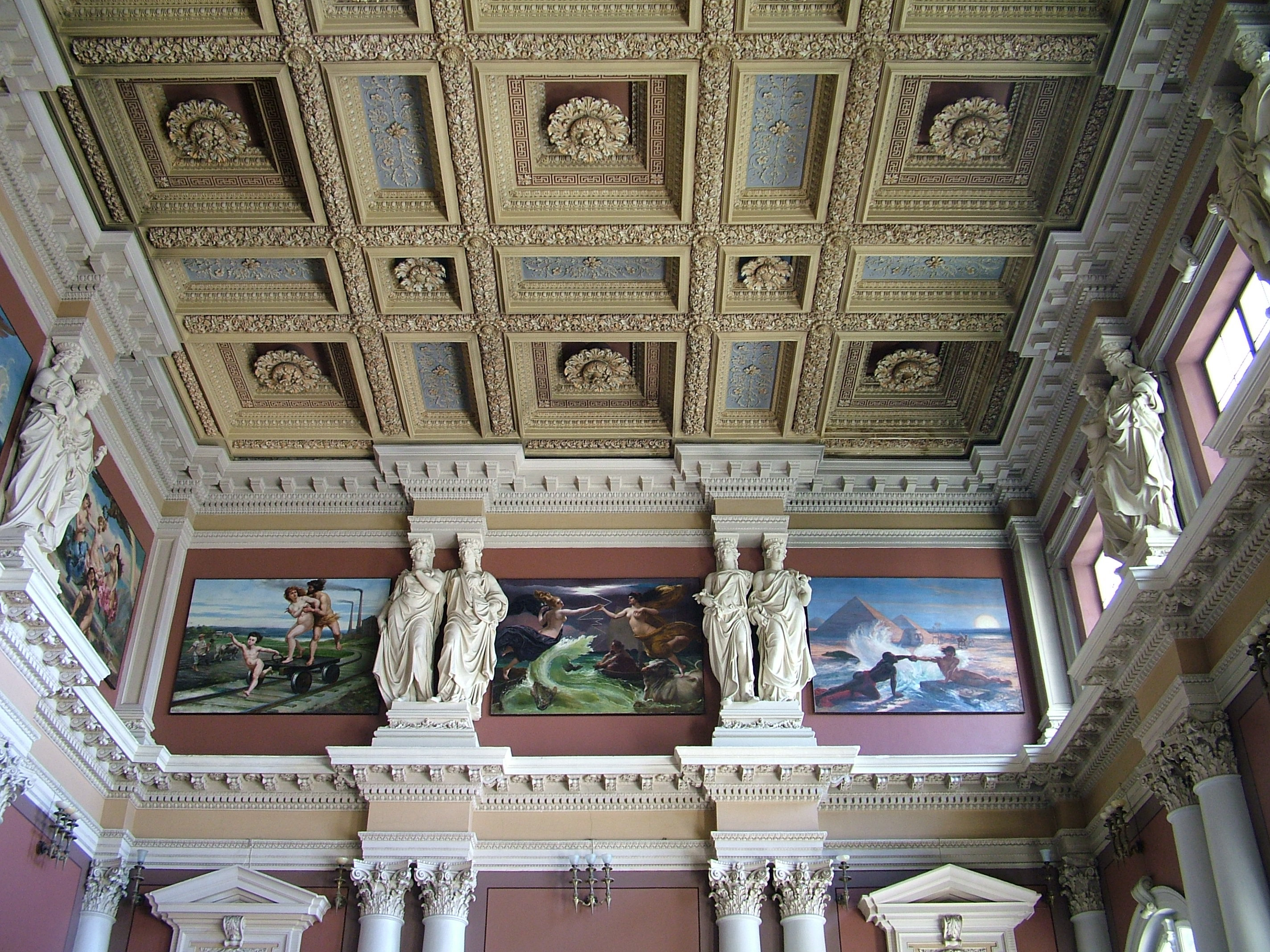
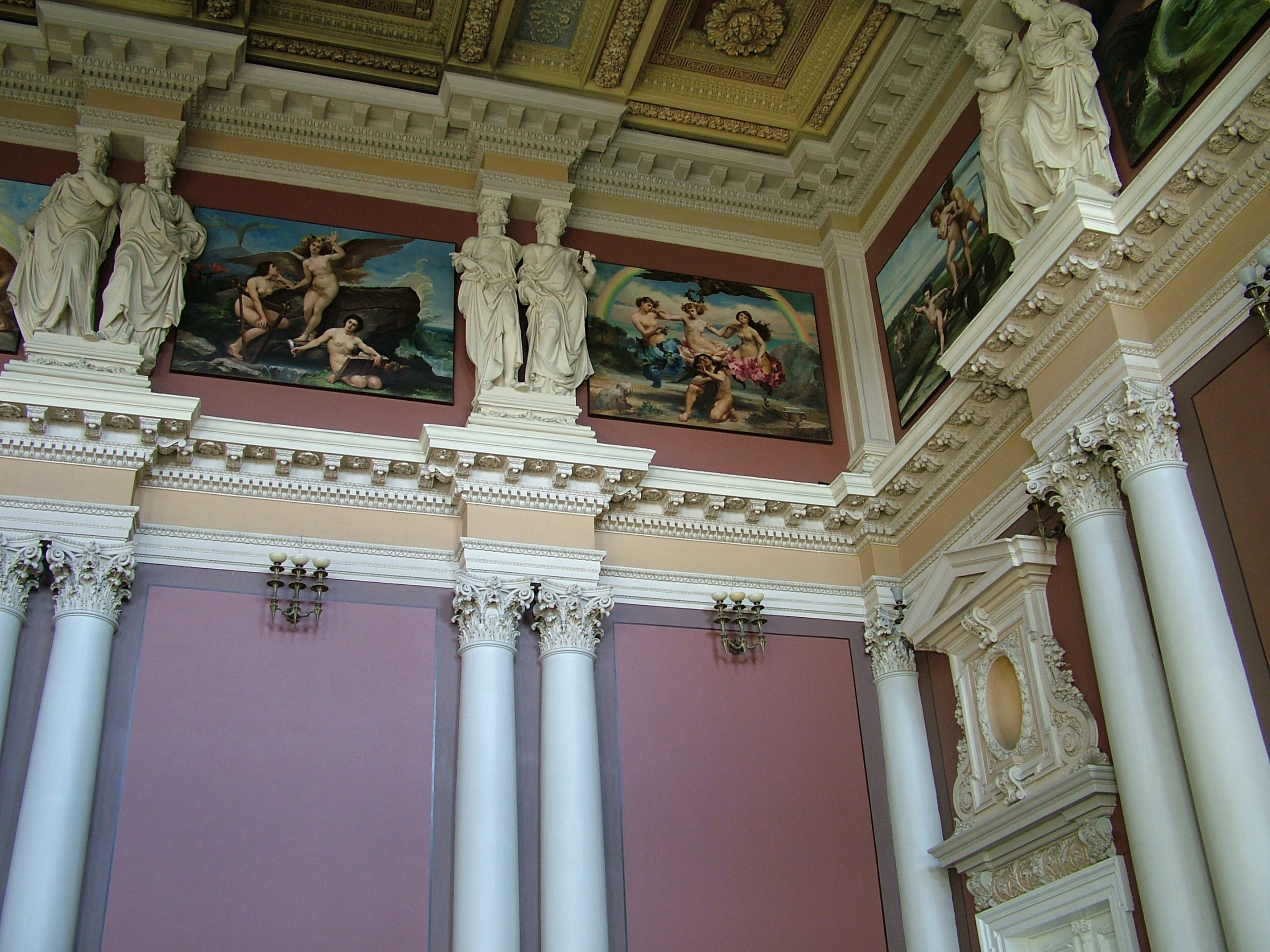

50º anniversario della Scuola Politecnica. Per commemorare la data, il professor V. Zayonchkovsky pubblica il libro "La Scuola Politecnica imperiale a Leopoli. Saggio storico sulla fondazione, lo sviluppo e lo stato attuale".
- 13 febbraio 1894

Viene adottato lo Statuto della Scuola Politecnica.
- 1905

La Scuola Politecnica di Leopoli è la seconda in fatto di studenti, dopo Vienna.
- 8 novembre 1919

Unificazione dell'Accademia dell'Agricoltura e dell'Alta Scuola Forestale con la Scuola Politecnica.
- 28 giugno 1920

Adozione del nuovo Statuto e cambiamento del nome in "Politecnico di Leopoli".
- 23 febbraio 1931

Consiglio della Facoltà di Agricoltura del Politecnico: viene conferito il rango accademico di Dottore Onorario al professor Nils Handson (Stoccolma, Svezia).
- 1934

Costruzione dell'edificio della Biblioteca.
- ottobre 1939

Il Politecnico di Leopoli cambia nome in Istituto Politecnico di Leopoli.
- 4 luglio 1941 (notte)

Sulle colline Vuletsky i fascisti sparano ai professori dell'Istituto Politecnico - Wlodzimierz Krukowski, Antoni Lomnicki, Stanislaw Pilat, Wlodzimierz Stozek, Kasper Weigel, Roman Witkiewicz e altri.
- 26 luglio 1941

Il Professore Kazimierz Bartel viene assassinato nei quartier generali della Gestapo.
- Primavera 1942 - primavera 1944

Corsi speciali da tre mesi in ingegneria elettrica, ingegneria civile per strade e ponti, ingegneria agraria.
- Autunno 1944

Il 100º anniversario dell'Istituto Politecnico di Leopoli viene celebrato in modo molto sobrio — la seconda guerra mondiale è ancora in corso.
- 1945

Fondazione del Dipartimento di Geodetica.
- Dall'ottobre 1946

L'Istituto Politecnico di Leopoli inizia a pubblicare il giornale periodico "Politecnico di Leopoli".
- 1952

Fondazione del Dipartimento di Radioingegneria.
- 1962

Fondazione dei Dipartimenti di Automazione e Tecnologie elettromeccaniche e meccaniche.
- 1966

Fondazione del Dipartimento di Ingegneria Economica.
- 1967

Fondazione del Dipartimento di Tecnologia delle Sostanze Organiche.
- 1970

Viene costruito il secondo edificio della Biblioteca.
- 1971

Fondazione del Dipartimento di Ingegneria del Calore.
- 1989

Iniziano i cambiamenti democratici al Politecnico.
- 10 aprile 1991

Inaugurazione del primo rettore eletto democraticamente negli ultimi 50 anni - Ju. Rudavs'kyj.
- 1992

Fondazione dei Dipartimenti di Ingegneria informatica e di Tecnologia dell'Informazione.
- 1992

Fondazione dell'Istituto Umanistico con la seguente divisione:
- Storia dell'Ucraina, Scienza e Tecnologia
- Lingua ucraina
- Politologia
- Filosofia
- Lingue straniere (inglese, francese, tedesco, spagnolo, russo, giapponese)
- 1993

Fondazione del Dipartimento di Matematica applicata.
- giugno 1993

L'Istituto Politecnico di Leopoli ottiene lo status di università, divenendo l'Università Statale Politecnica di Leopoli.
- 1994

Il Politecnico ottiene lo status di università nazionale, divenendo Università Nazionale Politecnica di Leopoli.